# Bitwa o Mosul (2016–2017)

Mapa Mosulu, z zaznaczoną rzeką Tygrys, dzielącą miasto na część wschodnią i zachodnią

Bitwa o Mosul – wspólna ofensywa armii irackiej i kurdyjskich peszmergów mające na celu odbicie Mosulu z rąk dżihadystów z tzw. Państwa Islamskiego (ISIS, Da’isz, Daesz).

## Geneza walk
Mosul – stolica muhafazy Niniwa – liczące sobie wówczas około 2 miliony mieszkańców (trzecie pod względem ludności miasto w Iraku) zostało przez Daesz zajęte w czerwcu 2014 roku i od tego czasu było stolicą irackiej części „kalifatu”. Szacuje się, że po masowych ucieczkach mieszkańców – zwłaszcza licznie zamieszkujących miasto mniejszości – w drugiej połowie 2016 pozostawało w Mosulu około 1,5 miliona mieszkańców. Kontrofensywa wojsk irackich była od dawna oczekiwana.
W walkach miało wziąć udział co najmniej 30 tysięcy irackich żołnierzy, co najmniej 4000 kurdyjskich peszmergów, a oprócz tego sunnickie i szyickie milicje, policja oraz jednostki antyterrorystyczne. Inne źródła podawały, że w ofensywie może uczestniczyć nawet 80 tysięcy żołnierzy i bojowników. Wsparcie powietrzne zapewniała międzynarodowa koalicja Combined Joint Task Force – Operation Inherent Resolve pod przewodnictwem Stanów Zjednoczonych. Władze Turcji nie wykluczyły udziału w ofensywie lądowej. Siły dżihadystów w Mosulu oceniano na od 4–8 tysięcy bojowników do 12 tysięcy.
Przed rozpoczęciem ofensywy szacowano, że walki o odbicie miasta mogą potrwać kilka miesięcy i spowodują masową ucieczkę nawet kilkuset tysięcy mieszkańców, z czego ok. dwustu tysięcy w pierwszych tygodniach. ONZ i organizacje humanitarne przystąpiły zawczasu do tworzenia obozów dla uchodźców.

## Rozpoczęcie walk (2016)
Długo oczekiwana ofensywa została w końcu zapowiedziana w orędziu premiera Hajdara al-Abadiego w nocy z 16 na 17 października 2016, a pierwsze działania zostały podjęte jeszcze 16 października nad ranem. 17 października rozrzucono nad miastem tysiące ulotek informujących o ofensywie i rozpoczął się ostrzał artyleryjski miasta. 18 października irackie wojska były już 20 kilometrów od południowych granic miasta, zabezpieczyły także około dwudziestu podmosulskich wiosek. Pod kontrolą atakujących znajduje się także strategiczna droga łącząca Mosul z Irbilem – stolicą irackiego Kurdystanu.
18 października wojska rządowe zajęły bez walki miasto Al-Hamdanija, opanowane przez bojowników również dwa lata temu, położone ok. 40 km na południowy wschód od Mosulu.
21 października IS zaatakowało miasto Kirkuk, znajdujące się w głębi terytorium Kurdystanu. Dzień później wojska rządowe odbiły zajęte dzielnice Kirkuku. 3 listopada 2016 siły rządowe rozpoczęły przejmowanie dzielnic we wschodniej części Mosulu.

## Druga faza konfliktu (2017)
Mosul pozostawał jedną z ostatnich twierdz terrorystów. Irackie siły przejęły w styczniu 2017 z rąk IS wschodnią część Mosulu po blisko stu dniach zaciętych walk, a 19 lutego rozpoczęły kontrofensywę na zachodnią część miasta.
W marcu Światowa Organizacja Zdrowia oraz Międzynarodowy Komitet Czerwonego Krzyża podały informacje o prawdopodobnym użyciu broni chemicznej przez którąś ze stron (nie podano przez którą). Ofiary otrzymały pomoc w szpitalu w Irbilu.
Wg agencji AFP od początku kontrofensywy na zachodni Mosul uciekło stamtąd już ponad 28 tys. cywilów.
9 lipca 2017 premier Iraku Hajdar al-Abadi ogłosił wyzwolenie Mosulu z rąk Państwa Islamskiego.